# 富奔铁路
富奔铁路是越南老街省红河西岸一条长25km的支线铁路，轨距1000米。始于滇越铁路（河老铁路）的富流站，与越南国家4E公路共线桥跨越红河，沿红河向北延伸至老街市主市区，沿途有大量工矿企业支线。